# Новрузов, Али Мамед-Наби оглы
Али Мамед-Наби оглы Новрузов (азерб. Əli Məmmədnəbi oğlu Novruzov; 14 августа 1925, Баку — ?) — советский азербайджанский пилот, Герой Социалистического Труда (1963)..

## Биография
Родился 14 августа 1925 года в городе Баку в семье рабочего. Азербайджанец.
В Великую Отечественную войну в 1941 году окончил 8 классов школы № 1 Джапаридзевского район города Баку. После школы был мобилизован в ремесленное училище № 4.
Трудовую деятельность начал в мае 1943 года, после окончания учебы, токарем на заводе имени лейтенанта Шмидта в родном городе. Завод выпускал снаряды для фронта.
В ноябре 1943 года по спецнабору был мобилизован и направлен на учебу в 3-ю отдельную учебную авиационную эскадрилью ГВФ (г. Агстафа), которую окончил с отличием в августе 1944 года. Учебу продолжил в 5-м учебно-тренировочном отряде ГВФ (г. Баку).
С 1943 года — токарь завода имени лейтенанта Шмидта, с 1945 года — пилот 222-го авиаотряда спецприменения, с 1948 года — пилот Бакинского санитарно-транспортного звена. С 1949 года — второй пилот 9-го авиатранспортного отряда, с 1953 года — командир корабля и инструктор 108-го авиатранспортного отряда Гражданского воздушного флота.
В 1958 году прошел переподготовку в городе Ульяновск на командира корабля Ил-18. С 1959 года работал в том 107-м авиаотряде командиром корабля Ил-18. В 1961 году несколько месяцев был в загранкомандировке, выполнял правительственные задания в Афганистане. Добился высоких показателей в своей работе. Член КПСС с 1959 года.
Указом Президиума Верховного Совета СССР от 16 апреля 1963 года за самоотверженный труд и выдающиеся достижения в освоении авиационной техники Гражданского воздушного флота Новрузову Али Мамед-Наби оглы присвоено звание Героя Социалистического Труда с вручением ордена Ленина и золотой медали «Серп и Молот».
За всю свою карьеру пилота налетал 15 тысяч часов и более 4 миллионов километров на кораблях По-2, Ли-2, Ил-12, Ил-14 и Ил-18.
Активно участвовал в общественной жизни Азербайджана. Член КПСС с 1959 года.
С октября 1966 года работал начальником отдела кадров Азербайджанского управления гражданской авиации. В июне 1968 года вышел на пенсию.
Награжден орденом Ленина (16.04.1963), медалью «За трудовую доблесть» (31.07.1953), знаками «Отличник Аэрофлота».
С 1968 года — пенсионер союзного значения.
Жил в городе Баку. Умер 24 февраля 1993 года.